# Sistem vodonosnikov iz nubijskega peščenjaka
Sistem vodonosnikov iz nubijskega peščenjaka (NSAS) je največji znani sistem vodonosnikov fosilne vode na svetu. Je pod zemljo na vzhodnem delu puščave Sahara in se razteza čez politične meje štirih držav v severovzhodni Afriki. NSAS pokriva ozemlje, ki obsega nekaj več kot 2 milijona km2, vključno s severozahodnim Sudanom, severovzhodnim Čadom, jugovzhodno Libijo in večino Egipta. Ker vsebuje približno 150.000 km3 podzemne vode, je pomen NSAS kot potencialnega vodnega vira za prihodnje razvojne programe v teh državah velik. Projekt  Velika umetna reka (Great Man-Made River (GMMR)) v Libiji uporablja sistem, pri čemer iz tega vodonosnika črpa znatne količine vode, pri čemer se na leto odstrani približno 2,4 km3 sveže vode za osebno porabo in kmetijstvo.

## Zančilnost
Od leta 2001 so v vodonosniku nubijskega peščenjaka, ki leži med območji Toška in Abu Simbel v Egiptu, intenzivno vrtali in razvijali kot del projekta melioracije zemlje. Podatki o vrtanju so bili uporabljeni za izvedbo različnih študij o hidrogeološki postavitvi vodonosnika območja. Rezultati so pokazali, da imajo litološke značilnosti in tektonske nastavitve znaten vpliv na vzorce toka podzemne vode in celoten potencial vodonosnika območja, ki velja za relativno nizko v primerjavi s sosednjimi območji v vzhodnem Oveinatu ali Dakhli.

## Geologija
Vodonosnik je v veliki meri sestavljen iz trdega železovega peščenjaka z veliko vmesnosti skrilavca in gline, njegova debelina se giblje med 140 in 230 metri. Vrsta podzemne vode se spreminja od sladke do rahlo brakične (slanost se giblje od 240 do 1300 ppm). Urejanje ionske prevlade kaže, da natrijev kation najpogosteje prevladuje nad kalcijem in magnezijem – medtem ko klorid prevladuje nad sulfatom in bikarbonatom. Podzemna voda je meteornega izvora (izraz meteorna voda se nanaša na vodo, ki je nastala kot padavina; večina podtalnice je meteornega izvora). Visoke koncentracije natrija, klorida in sulfatov odražajo procese izpiranja in raztapljanja gipsifernih skrilavcev in gline, poleg tega pa se dolgo časa zadržujejo v vodi. Reika Yokochi et al. so identificirali dve lokaciji polnjenja: eno pred 38.000 leti iz Sredozemlja, drugo pa iz tropskega Atlantika pred približno 361.000 leti.

## Mednarodni razvojni projekti
Od leta 2006 Mednarodna agencija za jedrsko energijo sodeluje s štirimi državami NSAS, da bi pomagala izboljšati razumevanje zapletenosti vodonosnika prek nubijskega projekta IAEA-UNDP-GEF. Projektni partnerji so Program Združenih narodov za razvoj (UNDP)/Globalni okoljski sklad (GEF), IAEA, Organizacija Združenih narodov za izobraževanje, znanost in kulturo (UNESCO) in predstavniki vlad držav NSAS. Dolgoročni cilj projekta je vzpostavitev racionalnega in pravičnega upravljanja NSAS kot produktivnega načina za pospeševanje družbeno-ekonomskega razvoja v regiji ter varovanje biotske raznovrstnosti in zemljiških virov.